# Залесье (Красноармейская волость)
Залесье — деревня в Себежском районе Псковской области России. Входит в состав Красноармейской волости.

## География
Находится на юго-западе региона, в восточной части района,  в пределах Прибалтийской низменности, в зоне хвойно-широколиственных лесов, к югу от деревни Шевино, у федеральной автотрассы М-9.

## История
В 1941—1944 гг. местность находилась под фашистской оккупацией войсками Гитлеровской Германии.

## Население
| 2001 | 2002 | 2010 |
| ---- | ---- | ---- |
| 19   | ↗22  | ↘11  |

### Национальный состав
Согласно результатам переписи 2002 года, в национальной структуре населения русские составляли 100 % от общей численности в  22 чел., из них 13 мужчин, 9 женщин.

## Инфраструктура
Личное подсобное хозяйство.

## Транспорт
Деревня доступна автотранспортом. Остановка общественного транспорта «Залесье» на автомагистрали «Москва—Рига» (М-9).
К деревне подходит автомобильная дорога общего пользования местного значения «Шевино  — Залесье» (идентификационный номер 58-254-830 ОП МП 58Н-113), протяженностью в 2,1	км.
К западу от деревни расположена железнодорожная станция Нащёкино Октябрьской железной дороги. По состоянию на октябрь 2020 года по станции отсутствует движение пассажирских и пригородных поездов.